# Sciaena deliciosa
Sciaena deliciosa är en fiskart som först beskrevs av Tschudi, 1846.  Sciaena deliciosa ingår i släktet Sciaena och familjen havsgösfiskar. IUCN kategoriserar arten globalt som livskraftig. Inga underarter finns listade i Catalogue of Life.